# 153P/Ikeya-Zhang
153P/Ikeya-Zhang o también 153P/2002 C1 (Ikeya-Zhang) es un cometa periódico descubierto el 1 de febrero de 2002 por los astrónomos aficionados japonés Kaoru Ikeya y chino Zhang Daqing independientemente uno de otro, recibiendo en ese momento la denominación C/2002 C1.
Presenta la particularidad de que es el cometa cuyo periodo orbital, de 366,51 años, es el mayor de todos los cometas periódicos conocidos.

## Descubrimiento y clasificación
Tras su descubrimiento, las primeras estimaciones ya daban como resultado que el cometa tenía un periodo orbital mayor que los 155 años del cometa 35P/Herschel-Rigollet que era hasta entonces el mayor conocido. Fue inmediatamente relacionado con dos cometas avistados en 1532, C/1532 R1, y 1661, C/1661 C1, descubierto este último por Johannes Hevelius el 3 de febrero de ese año tras el paso del cometa por el perihelio. Fue lanzada la hipótesis de que los tres avistamientos se refiriesen a un mismo objeto, de hecho Edmond Halley ya relacionó en 1705 los cometas de 1532 y 1661, y que fuesen partes de un cuerpo que se hubiese fragmentado con anterioridad. La relación con el cometa C/1532 R1 fue pronto desestimada mientras que las simulaciones orbitales daban como resultado su identidad con el cometa C/1661 C1. Al haberse verificado el segundo paso por el perihelio de este cometa, fue clasificado y numerado como cometa periódico por el Minor Planet Center el 24 de julio de ese año. La relación con avistamientos en el pasado no solo se ha limitado al cometa de 1661. También se han comprobado la identidad de este comenta con la de dos cometas avistados en los años 877 y 1273. El próximo paso por el perihelio de este cometa se espera para 2362.